# Ljubosław Penew
Ljubosław Mładenow Penew (bułg. Любослав Младенов Пенев, ur. 31 sierpnia 1966 w Dobriczu) – bułgarski piłkarz występujący na pozycji napastnika, reprezentant Bułgarii w latach 1987–1998, trener piłkarski.

## Kariera piłkarska
Jest wychowankiem CSKA Sofia. W pierwszej drużynie tego klubu zadebiutował w wieku osiemnastu lat, a przez kolejnych pięć występował na boisku pod trenerskim okiem swojego wujka Dimityra Penewa u boku m.in. Christo Stoiczkowa, Trifona Iwanowa i Emiła Kostadinowa.
W 1989 wyjechał za granicę, do hiszpańskiego Valencia CF. Podczas jednego z treningów został trafiony piłką w krocze, a ból był tak poważny, że Penewem musiała się zaopiekować klubowa służba medyczna. Rutynowe badania wykryły u niego raka lewego jądra (nasieniak). Dzięki szybkiej interwencji lekarzy oraz długiej chemioterapii w końcu wyzdrowiał. Mimo iż jego wujek, który wówczas był selekcjonerem reprezentacji Bułgarii, namawiał go na wyjazd na Mundial 1994, piłkarz odmówił, tłumacząc, że nie czuje się jeszcze na siłach. Na turnieju jego rodacy doszli do półfinału i jest to jak do tej pory najlepszy wynik w historii bułgarskiej piłki nożnej.
W 1995 Penew został zawodnikiem Atlético Madryt, z którym jeszcze w tym samym sezonie wywalczył mistrzostwo i Puchar Hiszpanii. Był jednym z najskuteczniejszych graczy Atlético; w 44 meczach (liga + Puchar) zdobył 22 gole.
Po zakończeniu rozgrywek przeszedł do SD Composteli, która jednak szybko spadła do Segunda División. Niedługo potem znalazł zatrudnienie w Celcie Vigo, gdzie utrzymał wysoką formę. W Celcie, zespole prowadzonym wówczas przez Víctora Fernándeza, tworzył linię ofensywną z Izraelczykiem Chajjimem Rewiwo, Hiszpanem Juanem Sánchezem lub Rosjanami Walerijem Karpinem i Aleksandrem Mostowojem. W sezonie 1998–1999 zespół jakiś czas zajmował pierwszą pozycję w lidze, ostatecznie zakończył rozgrywki na miejscu piątym. W Pucharze UEFA zaś po wyeliminowaniu m.in. Liverpoolu i Aston Villa dotarł do ćwierćfinału, gdzie uległ późniejszemu finaliście Olympique Marsylia. Celta, obok RCD Mallorca, była nazwana największą rewelacją sezonu w lidze hiszpańskiej. Z okresu gry w Vigo Bułgarowi kojarzą się nie tylko wspomnienia dobrych występów, ale także oskarżenia o nieuregulowane sprawy finansowe
Po udanym sezonie w Hiszpanii, Penew w 1999 powrócił do ligi bułgarskiej po tym, jak wygrał wybory na prezesa CSKA Sofia. W związku z tym na jakiś czas zawiesił karierę piłkarską. Na początku klub borykał się z problemami finansowymi, dlatego zdarzało się, że Penew musiał płacić piłkarzom z własnej kieszeni. W sezonie 2000–2001 ściągnął do klubu swojego kolegę z kadry Jordana Leczkowa, zatrudnił włoskiego trenera Enrika Catuzziego oraz sam zaczął ponownie występować na boisku jako kapitan drużyny. Jednak po słabym sezonie w lidze i europejskich pucharach Włoch powrócił na Półwysep Apeniński, a Penew zrezygnował z funkcji prezesa. Odszedł z klubu pół roku później, po konflikcie z ówczesnym trenerem, Luigim Simonim.
Piłkarską karierę zakończył w 2002 w Łokomotiwie Płowdiw.
Z reprezentacją Bułgarii, w której barwach rozegrał 63 mecze, brał udział w Euro 1996 (faza grupowa) i Mundialu 1998 (faza grupowa). Po tej pierwszej imprezie został na jakiś czas wykluczony z kadry za publiczne obrażanie kibiców.

## Kariera szkoleniowa
Działalność szkoleniową rozpoczął na początku 2008, kiedy nowy selekcjoner reprezentacji Bułgarii Płamen Markow zaproponował mu funkcję jednego z dwu swoich asystentów (drugim został Petyr Aleksandrow). Jednak tercet Markow-Penew-Aleksandrow pracował tylko do jesieni tego roku: został zdymisjonowany po słabym początku eliminacji do Mundialu 2010.

### 2009–2010: CSKA Sofia
Penew pozostawał bez pracy do marca 2009. Niedługo po tym, jak CSKA Sofia odpadł z ćwierćfinału Pucharu Bułgarii po porażce z Pirinem 1922 Błagojewgrad, władze tego klubu postanowiły zatrudnić na stanowisku pierwszego trenera właśnie jego. Szkoleniowcem, którego zastąpił, był jego wuj Dimityr Penew. Kiedy rozpoczynał pracę z CSKA, klub był liderem ekstraklasy. Jednak pod koniec sezonu dał się wyprzedzić Lewskiemu Sofia i ostatecznie zdobył wicemistrzostwo kraju. W kolejnych rozgrywkach CSKA, po wyeliminowaniu Derry City oraz Dinama Moskwa, awansował do fazy grupowej Ligi Europy.
Penew złożył dymisję 7 listopada po tym, jak kierownictwo klubu przywróciło do gry odsuniętych przez niego graczy, których prasa przyłapała na piciu alkoholu w nocnych klubach. CSKA zajmował wówczas trzecie miejsce w lidze. Jednakże, władze CSKA odrzuciły rezygnację i Penew pozostał na swoim stanowisku. Do podobnej sytuacji doszło trzy miesiące później, w styczniu 2010. Tym razem jednak dymisja została przyjęta. Penew zostawił klub na drugiej pozycji w lidze.

### 2010–2011: Liteks Łowecz
Przez osiem miesięcy wyłącznie komentował życie piłkarskie, chociaż prasa wiązała go m.in. ze stanowiskiem trenera hiszpańskiej Recreativo Huelvy. Do pracy szkoleniowej powrócił we wrześniu 2010; zastąpił Angeła Czerwenkowa w Liteksie Łowecz. W pierwszym sezonie swojej pracy dotarł z nim do półfinału Pucharu Bułgarii oraz zdobył – pierwsze w karierze szkoleniowej – mistrzostwo kraju. Kilka tygodni po tym osiągnięciu prowadził Liteks w meczach III rundy eliminacji Ligi Mistrzów z Wisłą Kraków. Po dwu spotkaniach lepsi okazali się podopieczni Roberta Maaskanta (2:1 i 3:1). Piłkarze Liteksu nie poradzili sobie także w rozgrywkach Ligi Europy, gdzie w rundzie play off ulegli Dynamu Kijów (1:2 i 0:1).
Po zwolnieniu Lothara Matthäusa z funkcji selekcjonera reprezentacji Bułgarii nazwisko Penewa pojawiło się w kontekście jego najbardziej prawdopodobnego następcy. Według mediów głównymi konkurentami szkoleniowca Liteksu byli: selekcjoner kadry U-21 Michaił Madanski i trener Hajduka Split Krasimir Bałykow, pojawiły się także kandydatury trenerów zagranicznych Rumuna Gheorghe Hagiego i Szweda Larsa Lagerbäcka. Za kandydaturą Penewa opowiedziała się większość członków zarządu Bułgarskiego Związku Piłki Nożnej (z Jordanem Leczkowem na czele) oraz były selekcjoner (i prywatnie wuj) Dimityr Penew, ale wątpliwości zgłaszał prezes Borisław Michajłow, który nie chciał, aby nowy selekcjoner łączył swoje obowiązki z pracą w klubie. W czasie negocjacji z Michajłowem, pod koniec października 2011, Penew zrezygnował więc ze stanowiska trenera Liteksu.

### 2011–2014: reprezentacja Bułgarii
Oficjalną nominację na selekcjonera kadry otrzymał 2 listopada 2011 roku. Listopadowy remis z Maltą w eliminacjach do ME 2016 roku spowodował, że został zwolniony z posady selekcjonera.

## Sukcesy

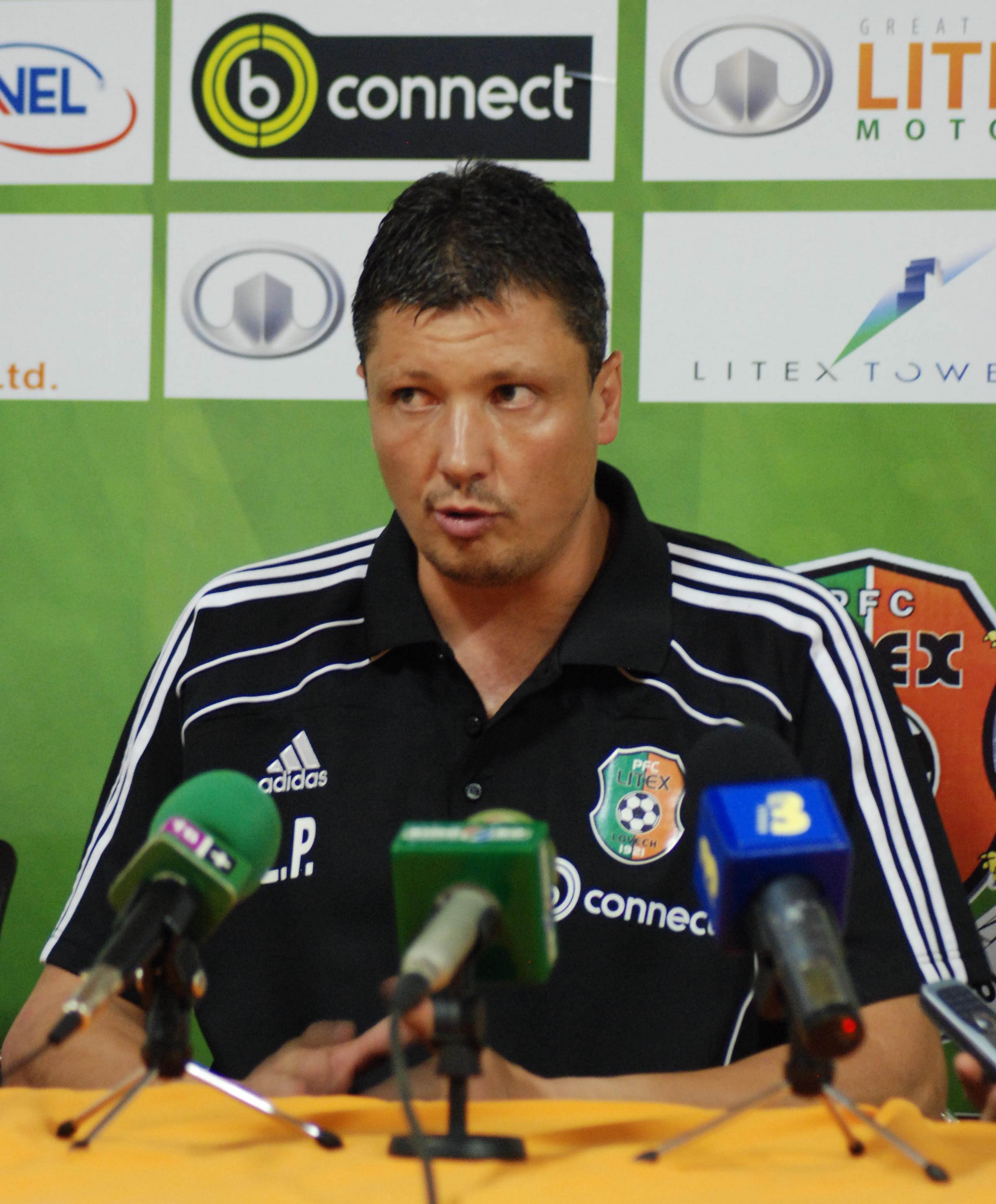
Penew w roli trenera Liteksu (2010)

### Zespołowo
CSKA Sofia
- mistrzostwo Bułgarii: 1986/87, 1988/89
- Puchar Bułgarii 1986/87, 1987/88, 1988/89

Atlético Madryt
- mistrzostwo Hiszpanii: 1995/96
- Puchar Hiszpanii: 1995/96

### Indywidualnie
- piłkarz roku w Bułgarii: 1988

### Jako trener
Liteks Łowecz
- mistrzostwo Bułgarii: 2010/11
- trener sezonu w Bułgarii: 2010/11